# Javagal
Javagal oder Javagallu ist ein ca. 8.000 Einwohner zählender Ort im Distrikt Hassan im südwestindischen Bundesstaat Karnataka. Der Ort ist bekannt wegen seines um das Jahr 1250 errichteten Hoysala-Tempels.

## Lage
Javagal liegt auf dem Dekkan-Plateau in einer Höhe von ca. 810 m ü. d. M. ca. 41 km (Fahrtstrecke) nördlich der Distriktshauptstadt Hassan oder aber ca. 25 km westlich von Arsikere. Das Klima ist wegen der Höhenlage für indische Verhältnisse eher gemäßigt; Regen fällt hauptsächlich während der Monsunmonate Mai bis Oktober.

## Bevölkerung
Die mehrheitlich Kannada sprechende Landbevölkerung besteht nahezu ausnahmslos aus Hindus; Moslems und andere Religionen bilden zahlenmäßig kleine Minderheiten. Der männliche und der weibliche Bevölkerungsanteil sind ungefähr gleich hoch.

## Wirtschaft
Die Einwohner von Javagal lebten jahrhundertelang nahezu ausschließlich als Bauern; später ließen sich auch Handwerker, Kleinhändler und andere Dienstleister hier nieder. Während in früheren Zeiten hauptsächlich zur Selbstversorgung gewirtschaftet wurde, sind mit der Verbesserung der Transportmöglichkeiten auch andere Absatzmärkte hinzugekommen. Auf den Feldern der Umgebung werden hauptsächlich Weizen, Linsen und Kichererbsen angebaut. Auch Kokospalmen spielen eine wichtige Rolle im Wirtschaftsleben der Region.  

## Geschichte
Javagal war bereits im Mittelalter ein wichtiger Ort im Hoysala-Reich. Im 15. und in der ersten Hälfte des 16. Jahrhunderts war die Gegend Teil des Vijayanagar-Reiches, im Jahr 1690 kam sie unter die Kontrolle des Fürstenstaates von Mysore, dessen Herrschaft jedoch in der zweiten Hälfte des 18. Jahrhunderts durch Hyder Ali (reg. 1761–1782) und seinen Sohn Tipu Sultan (reg. 1782–1799) unterbrochen wurde. Danach spielten die Briten die dominierende militärische und wirtschaftliche Rolle in Südindien.

## Sehenswürdigkeiten

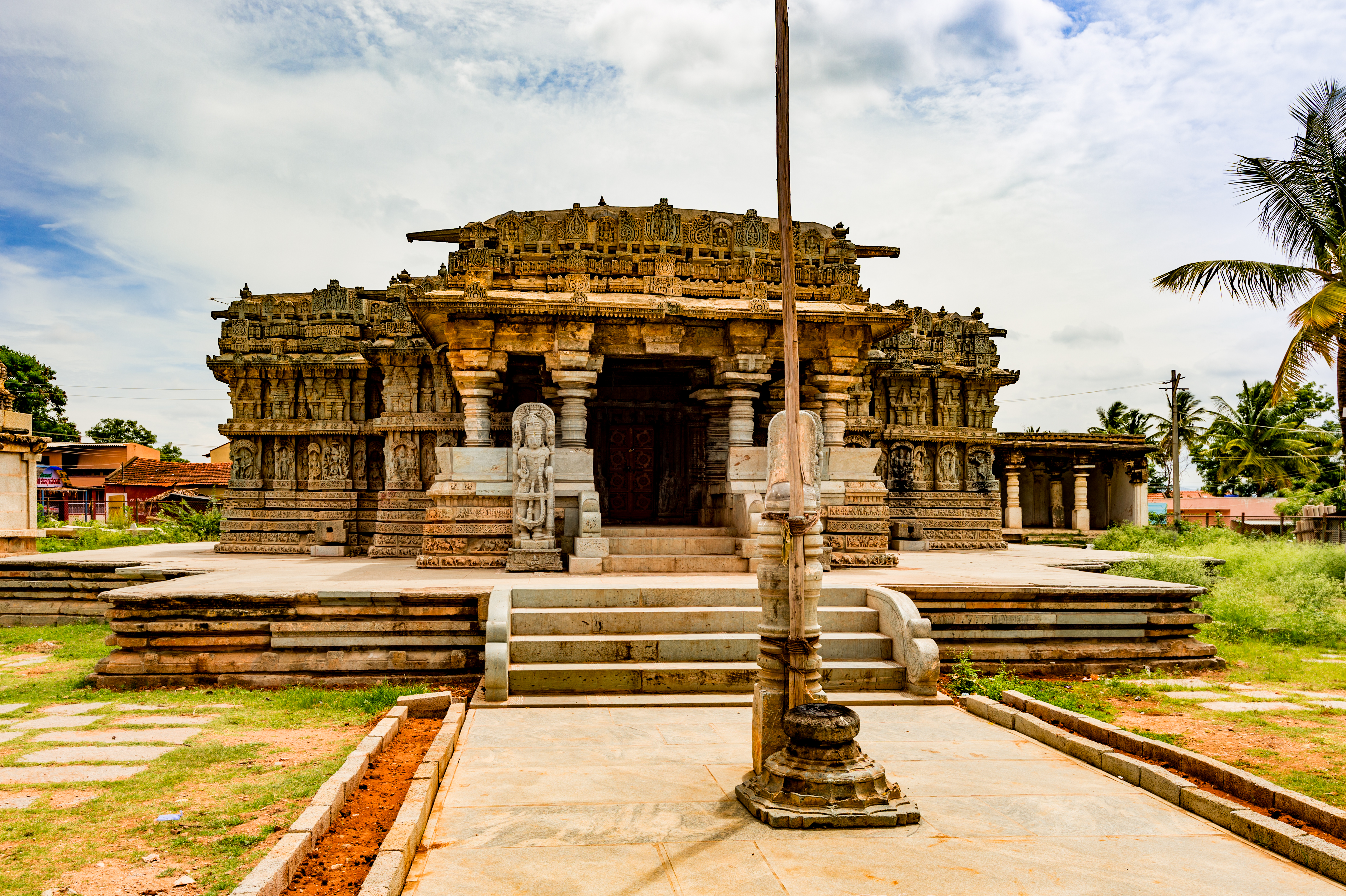
Eingang zum Lakshminarasimha-Tempel

Der um das Jahr 1250 entstandene und größtenteils aus Speckstein erbaute Lakshminarasimha-Tempel gehört zum Drei-Cellae-Typus (trikuta) und ist eine Stiftung des Hoysala-Herrschers Vira Someshvara (reg. 1235–1263); er ist dem Hindu-Gott Vishnu in seiner Form als Narasimha sowie seiner Gemahlin Lakshmi geweiht und ruht auf einer ca. 1 m hohen Umgangsplattform (jagati), die in ihren Dimensionen dem Grundriss des Tempels folgt. Die kleeblattförmig angeordneten Cellae (garbhagrihas) sind durch eine Vorhalle (mandapa) miteinander verbunden. Über der mittleren Cella erhebt sich ein mehrfach gestufter Turm (vimana) mit abschließender ‚Schirmkuppel‘; der ehemals vorhandene Vasenaufsatz (kalasha) ist jedoch verloren. Die Außenwände sind im unteren Teil mehrfach horizontal gegliedert; im oberen Teil finden sich Götter- und Begleitfiguren, darüber kleine Türmchen, die als Hoheitszeichen verstanden werden müssen. Im Innern der durch durchbrochene Steinfenster (jalis) belichteten Vorhalle (mandapa) befinden sich die charakteristischen gedrechselten Speckstein-Säulen der Hoysala-Architektur; die Deckensegmente enthalten teilweise exquisit gearbeitete Kragkuppeln mit herabhängenden Schlusssteinen. Der Tempeleingang sowie der Eingang zur Cella werden flankiert von jeweils zwei lebensgroßen Wächterfiguren (dvarapalas).

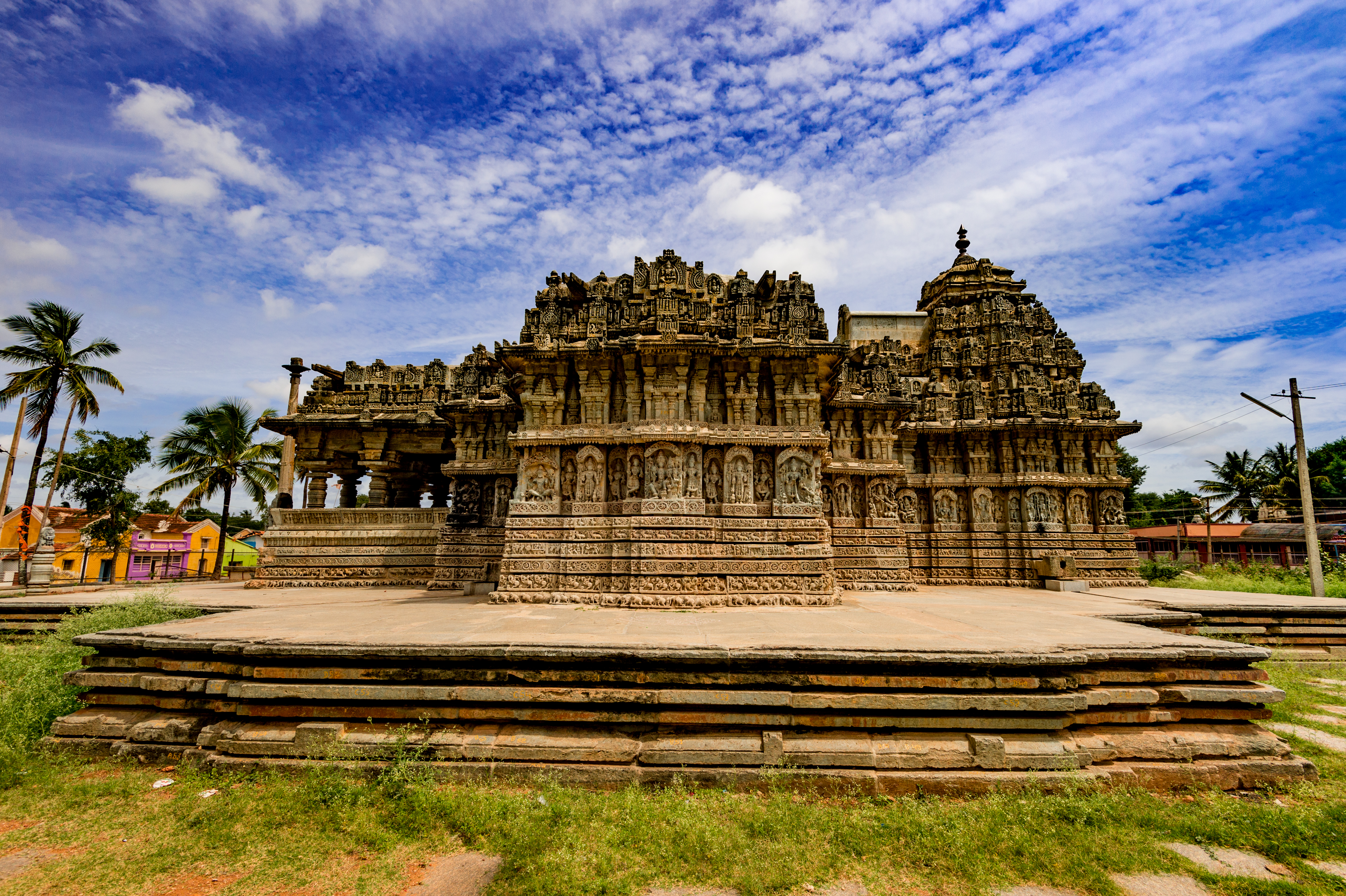
Tempel von Norden
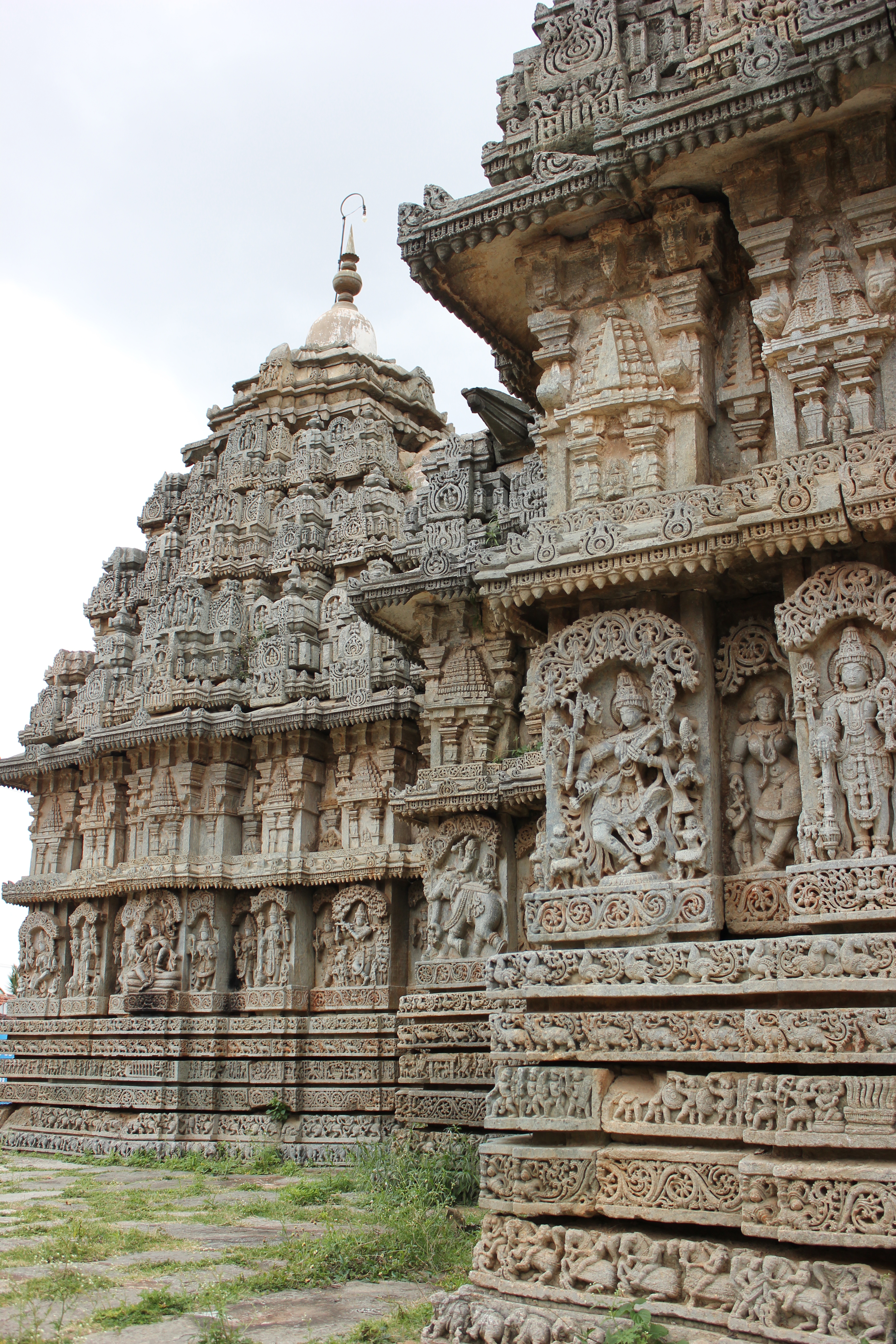
vimana-Turm
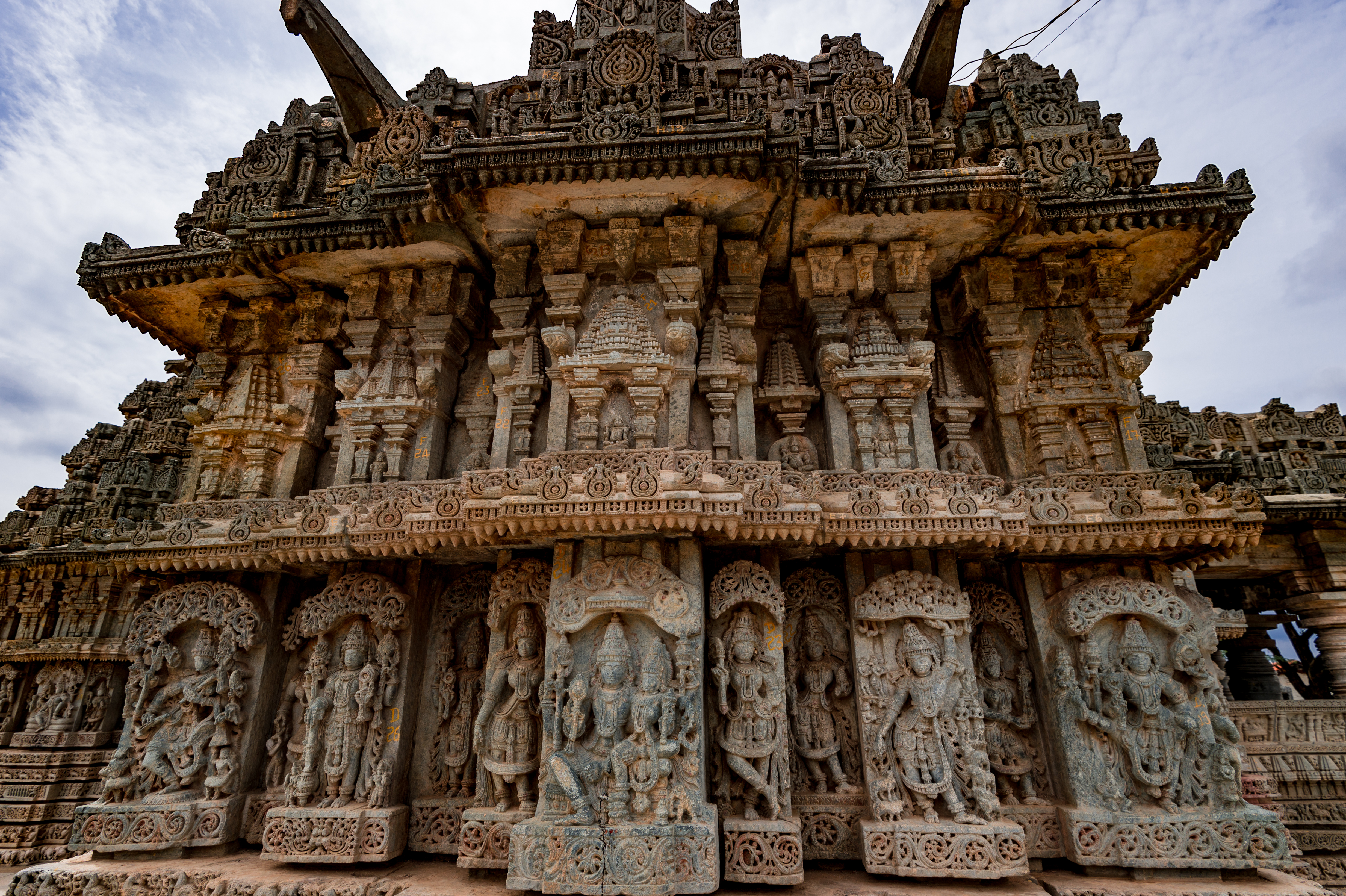
Außenwanddekor
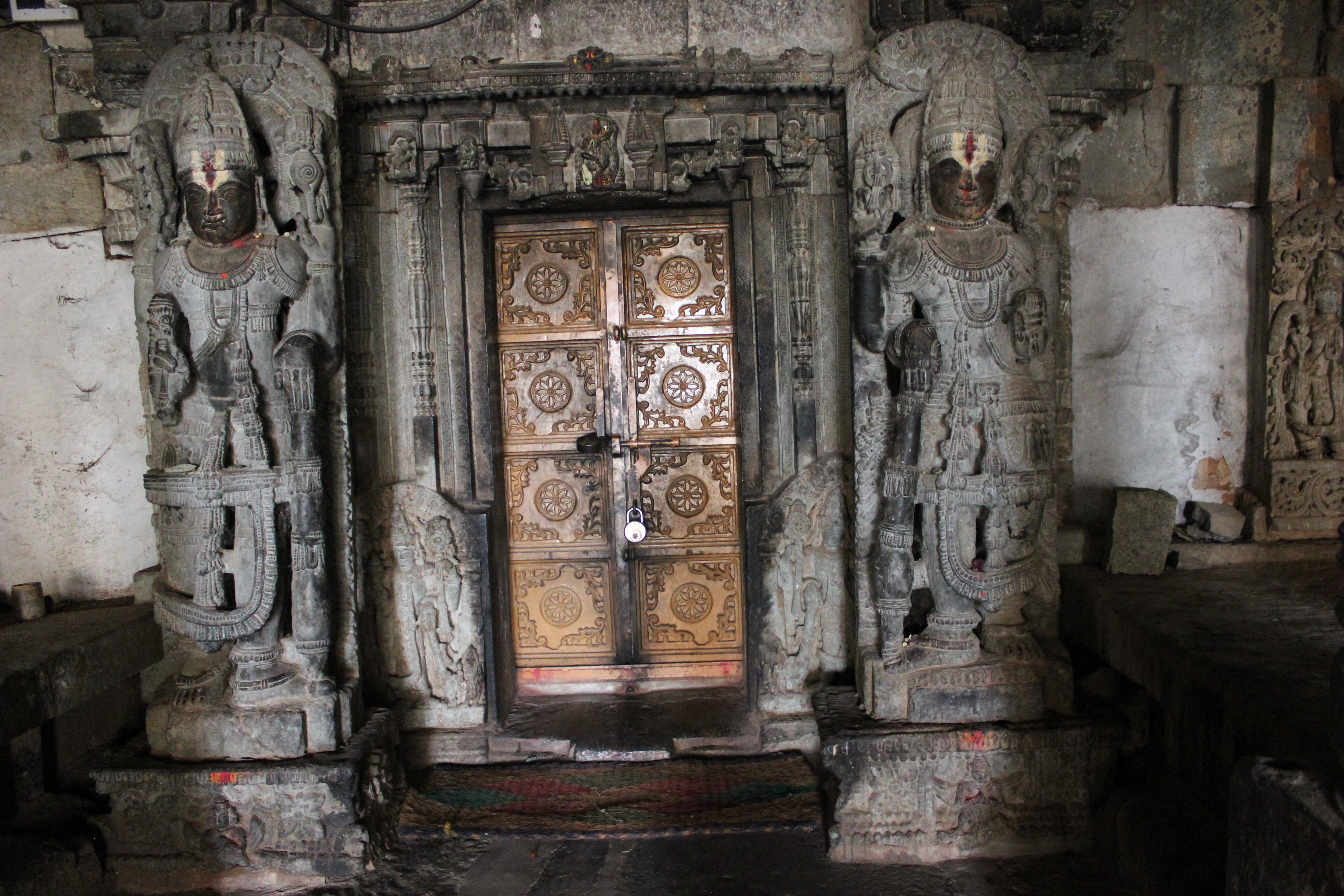
Eingang zur Cella
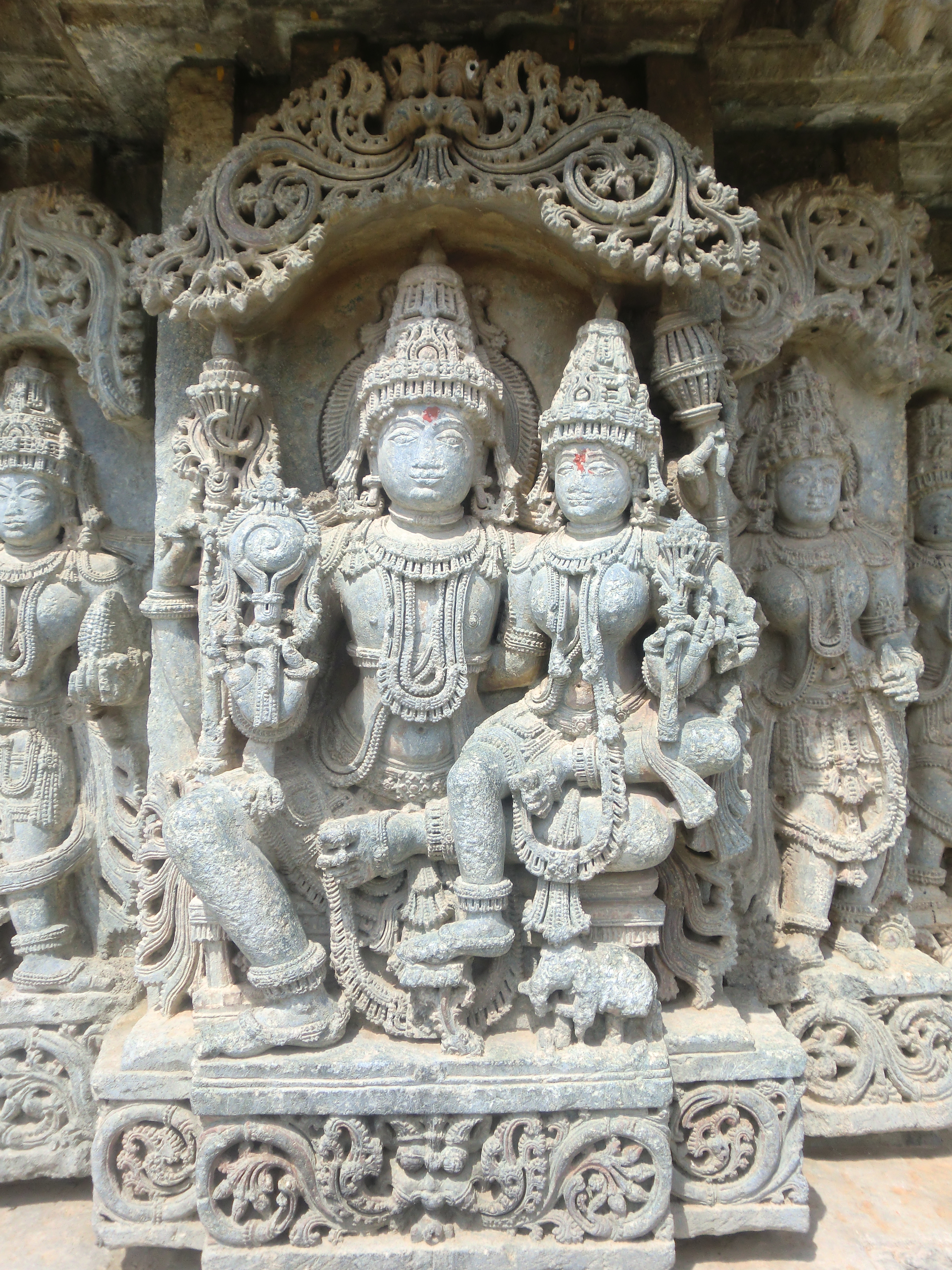
Vishnu und Lakshmi